# Koutougou
Koutougou là một tổng thuộc tỉnh Soum ở tây bắc Burkina Faso. Thủ phủ là thị xã Koutougou.

## Các thị xã và làng xã
Arra-Fulbé, Djamo, Djayel, Gaskindé, Gomdé-Fulbé, Gomdé–Mossi, Hamayala, Hoka, Houkoulourou, Kékelnoda, Kékénéné, Souma, Soum-Bellah, Tounté và Tongomayel-Sirgné.